# Калайдинці
Кала́йдинці — село в Україні, у Лубенській громаді Лубенського району Полтавської області. Населення становить 1016 осіб. Колишній орган місцевого самоврядування — Калайдинцівська сільська рада.

## Географія
Село Калайдинці знаходиться за 3 км від правого берега річки Удай, на відстані 1 км від села Халепці, за 1,5 км — село Клепачі. По селу протікає пересихаючий струмок з загатою. Поруч проходить автомобільна дорога Т 1718.

## Історія
Село особливо постраждало внаслідок геноциду українського народу, проведеного окупаційним урядом СССР 1932—1933 та 1946—1947.
9 січня 2021 року на газовому магістральному трубопроводі "Уренгой-Помари-Ужгород" біля села стався вибух. Цей трубопровод із Росії через Україну постачав газ до ЄС.
12 червня 2020 року, відповідно до розпорядження Кабінету Міністрів України № 721-р «Про визначення адміністративних центрів та затвердження територій територіальних громад Полтавської області», село увійшло до складу Лубенської міської громади.
19 липня 2020 року, в результаті адміністративно - територіальної реформи та ліквідації Лубенського району(1923-2020), село увійшло до складу новоутвореного Лубенського району.

## Населення
Згідно з переписом УРСР 1989 року чисельність наявного населення села становила 1070 осіб, з яких 472 чоловіки та 598 жінок.
За переписом населення України 2001 року в селі мешкало 1014 осіб.

### Мова
Розподіл населення за рідною мовою за даними перепису 2001 року:
| Мова       | Відсоток |
| ---------- | -------- |
| українська | 98,82 %  |
| російська  | 1,08 %   |
| білоруська | 0,10 %   |

## Економіка
- АФ «Хутро».
- ТОВ «Колос».

## Об'єкти соціальної сфери
- Дитячий садок.
- Калайдинцівська ЗОШ І-ІІІ ст. імені генерал-майора Ф. Д. Рубцова працює в сучасному просторому приміщенні, збудованому 2001 року, має власний історико-краєзнавчий музей (на громадських засадах), свою інтернет-сторінку. У закладі впроваджують новітні форми і методи освіти.
- Будинок культури.
- Музей.

## Відомі мешканці

### Уродженці
- Мневська Галина Іванівна — українська письменниця доби Розстріляного відродження, перекладач, актриса, педагог. Дружина письменника Клима Поліщука.
- Ніна Григорівна Шаварська - (* 2 січня 1965, Полтавщина) — українська поетеса, лауреатка міжнародних мистецьких премій імені С. Гулака-Артемовського, В. Симоненка, О. Олеся.

- Школа Віра Василівна (1939 - 2010) - повний кавалер Ордену Трудової Слави. Нагорода, прирівняна до звання «Герой України».

## Галерея

Сільська школа
Пам'ятник на могилі генерал-майора Федора Дмитровича Рубцова